# Krzysztof Kaczmarek (aktor)
Kristof Kaczmarek, występuje również jako Krzysztof Kaczmarek (ur. 18 maja 1953 w Toruniu) – polski aktor filmowy i teatralny, reżyser teatralny pracujący w Australii.

## Życiorys
Absolwent Państwowej Wyższej Szkoły Filmowej, Telewizyjnej i Teatralnej im. Leona Schillera w Łodzi (1979). Aktor teatrów: im. Adama Mickiewicza w Częstochowie (1977−78), Dramatycznego im. Aleksandra Węgierki w Białymstoku (1978−79), im. Juliusza Osterwy w Lublinie (1980), Polskiego w Poznaniu (1979−81), gdzie wystąpił w spektaklach w reżyserii Irmy Czaykowskiej, Jerzego Zegalskiego, Romana Kordzińskiego i Zdzisława Wardejna. 
Po przybyciu do Australii, w latach osiemdzięsiatych i dziewiędziesiatych, wspóltworzyl i kierowal Theatre Żart w Perth, WA, który stanowi do tej pory nierozlaczna część historii teatru australijskiego. Od 2006 roku kieruje Exit Theatre Inc. w Healesville. Gościnnie współpracuje z australijskimi i polskimi zespołami teatralnymi, m.in. z Teatrem Małym w Łodzi, Belvoir St Theatre w sydney, La Mama Theatre w Melbourne  oraz Red Stitch Actors Theatre w Melbourne (produkcja Wujaszka Wani Antona Czechowa, 2016).
Występuje w polskich i australijskich produkcjach telewizyjnych i filmowych, zazwyczaj w rolach drugoplanowych i gościnnych w takich serialach jak Policjanci z Mt. Thomas (1994−99), Gliniarze z Melbourne (2009−11), Sąsiedzi (2017). Patalog (2018), Miss Fisher's Modern Murder Mysteries  (2021) czy Sekta (2023). Rozpoznawalność zyskał dzięki głównej roli u boku Kerry Fox w dramacie The Sound of One Hand Clapping (1998) w reżyserii Richarda Flanagana. Film ten znalazł się w oficjalnej selekcji 48. Międzynarodowego Festiwalu Filmowego w Berlinie i był nominowany do Złotego Niedźwiedzia.